# Museo Nacional de Bellas Artes (Chile)
El Museo Nacional de Bellas Artes (MNBA) es uno de los principales centros de difusión de las artes visuales en Chile. Fundado el 18 de septiembre de 1880 bajo el nombre de Museo Nacional de Pinturas, es el primer museo de arte en Latinoamérica. Desde 1910 ocupa en Santiago Centro un edificio ubicado en el parque Forestal, el palacio de Bellas Artes, obra del arquitecto franco-chileno Emile Jéquier construido en conmemoración del centenario del país y declarado Monumento Histórico en 1976. Su diseño está inspirado en el Petit Palais de París.
El museo posee un patrimonio artístico compuesto por más de 3000 piezas, adquiridas por medio de compras, donaciones y premios de salones oficiales; tiene la principal selección de escultura chilena y la segunda de pintura nacional más completa del país después de la Casa del Arte o Pinacoteca de la Universidad de Concepción. Las obras abarcan la producción artística nacional desde la época colonial; además, conserva núcleos de arte universal, destacando sus colecciones de pinturas españolas, flamencas e italianas, su colección de kakemonos y grabados, sus colecciones de dibujos y fotografías, y un conjunto de esculturas africanas.
Tiene una biblioteca especializada en artes visuales que cuenta con aproximadamente 100 000 volúmenes, realiza exposiciones temporales e itinerantes, mantiene un programa educativo, con talleres, cursos y visitas guiadas, y produce material informativo.

## Historia

### Antecedentes

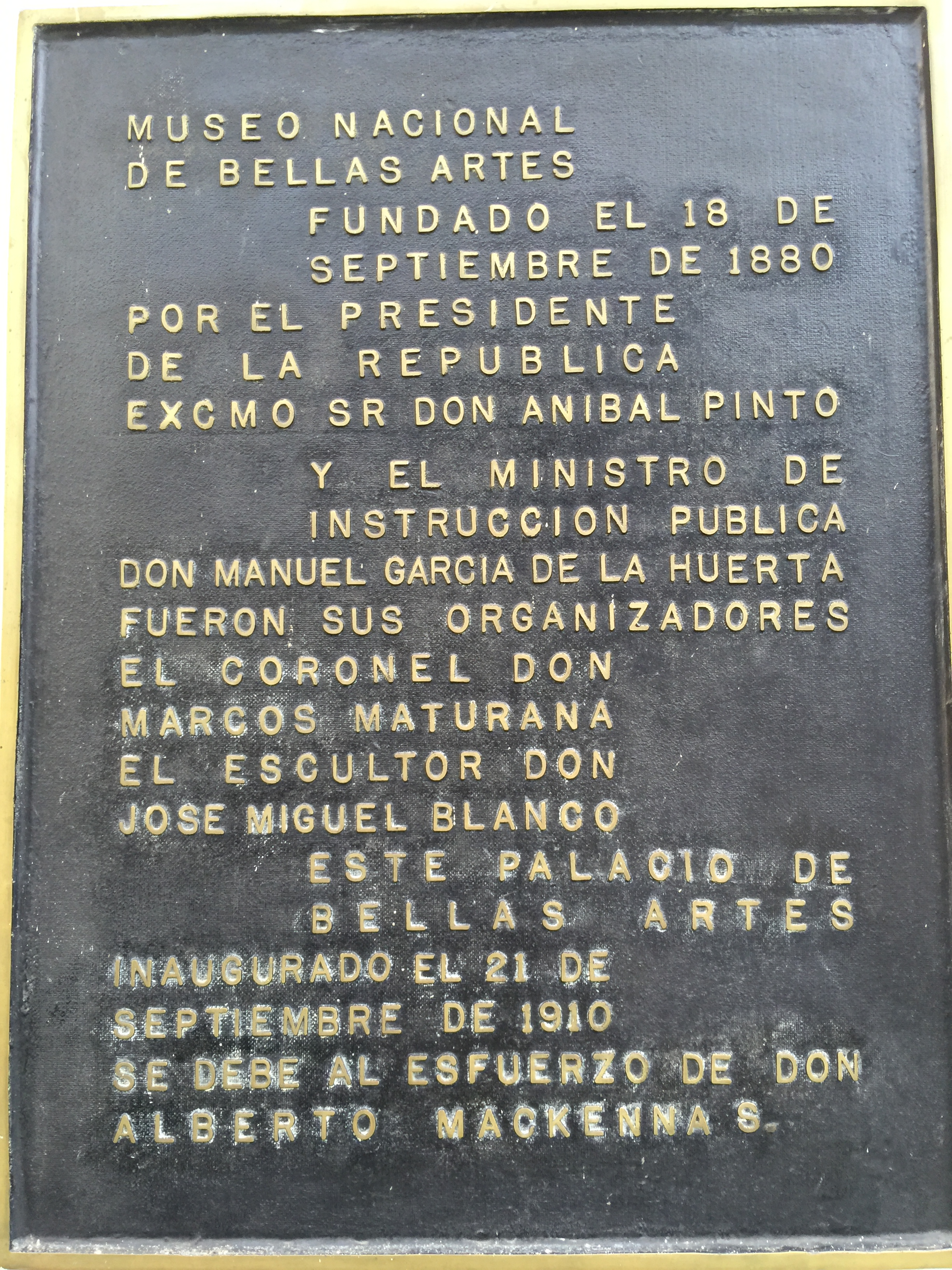
Placa conmemorativa de la fundación del museo en 1880, colocada en 1910.

A mediados del siglo XIX, se observó en Chile la consolidación de un periodo de gran efervescencia cultural, producto de una serie de políticas gubernamentales que formaban parte de un proyecto republicano de nación, con miras a crear, desarrollar y difundir la cultura, las ciencias y las artes en el país. Este proceso histórico dio lugar a la fundación de instituciones como la Universidad de Chile (1842), la Academia de Pintura (1849) y el Conservatorio Nacional de Música (1850). El nacimiento de la Academia de Pintura, en particular, hizo urgente la creación de espacios adecuados para conservar y exponer las obras de arte que componían su colección. Además, los directores de la academia, como Alejandro Ciccarelli, Ernesto Kirchbach y Juan Mochi, estaban obligados, por contrato, a producir y donar a la institución cierta cantidad de obras al final de cada gestión.
Paralelamente al crecimiento de la colección de la academia, otros acontecimientos contribuyeron a la formación de un entorno favorable para crear un museo de arte en el país. Uno fue la Sociedad Artística, fundada por Pedro Lira y Luis Dávila Larraín en 1867, nacida con el objetivo de promover la producción pictórica y escultórica nacional que, tras cambiar su nombre a Unión Artística, construyó un edificio propio para albergar exposiciones anuales: el Partenón de la Quinta Normal, hoy sede del Museo de Ciencia y Tecnología. Otro, la primera exposición oficial, organizada por Benjamín Vicuña Mackenna en el Mercado Central, en la que participaron algunos miembros de la Academia de Pintura, como Antonio Smith, Manuel Antonio Caro, Cosme San Martín, Onofre Jarpa y Alberto Orrego Luco.
En noviembre de 1879, el escultor José Miguel Blanco publicó un artículo en la Revista Chilena, dirigida entonces por Diego Barros Arana y Miguel Luis Amunátegui, donde proponía establecer un museo de bellas artes, en la línea de los existentes en Europa. Con el apoyo del general Marcos Segundo Maturana, Blanco logró atraer el interés del gobierno chileno, que, por decreto del entonces ministro de Justicia e Instrucción Pública, Manuel García de la Huerta, designó una comisión —integrada por Maturana, Blanco y Juan Mochi— para crear el museo al año siguiente.

### Inauguración y primeros años

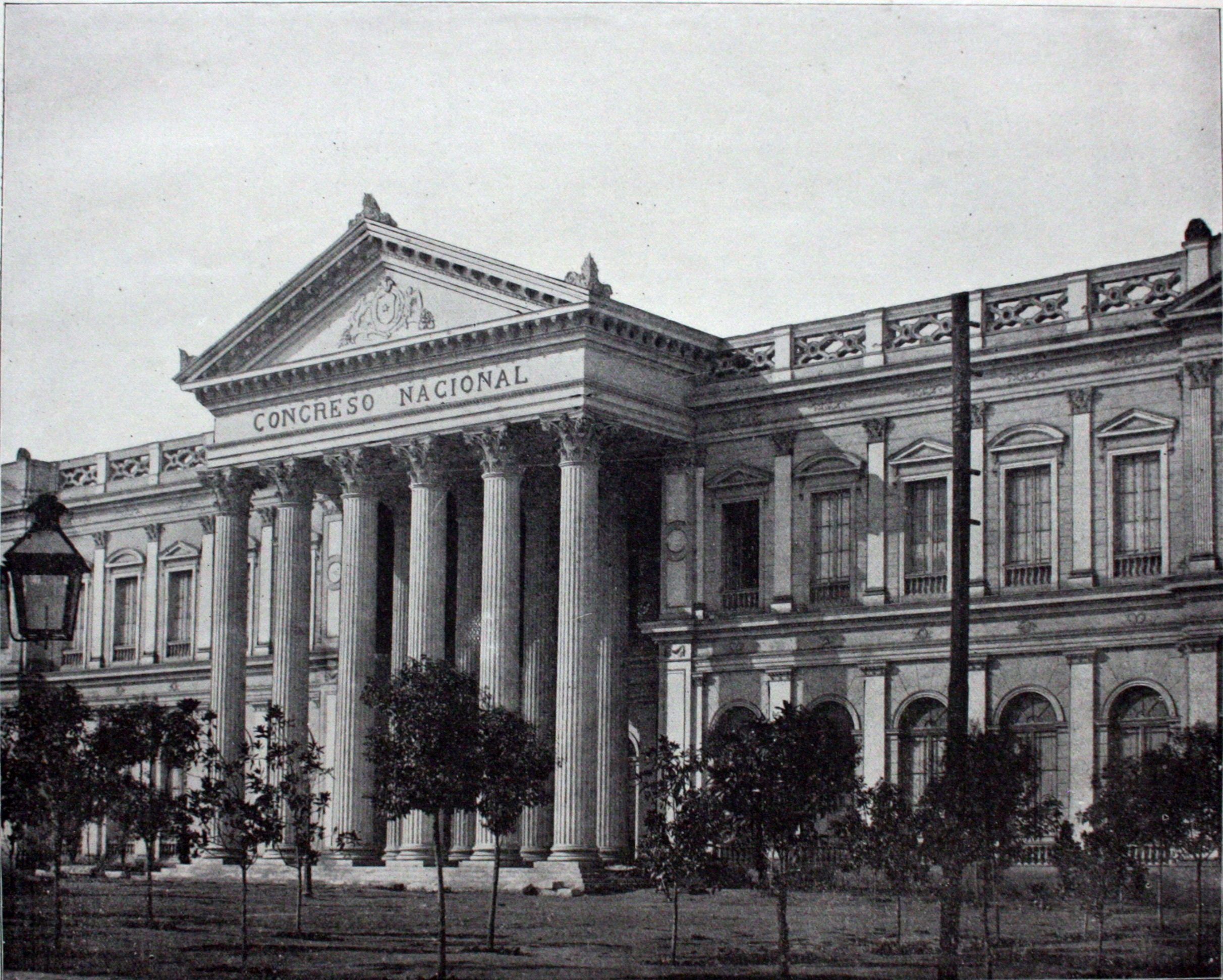
Antiguo edificio del Congreso Nacional, primera sede del museo.

Inaugurado en presencia del presidente Aníbal Pinto el 18 de septiembre de 1880 con el nombre de Museo Nacional de Pinturas, contaba en aquel momento con 140 cuadros de artistas chilenos y extranjeros, además de copias de obras consagradas del arte occidental. La colección original estaba formada por piezas trasladadas desde La Moneda, la Municipalidad de Santiago, la Biblioteca Nacional y la Universidad de Chile, entre otras instituciones públicas. Juan Mochi, que encabezaba la Academia de Pintura, fue designado como su primer director. En sus primeros siete años de existencia, el museo funcionó de manera precaria, en las dependencias del antiguo Congreso Nacional, llevando una existencia casi anónima, pues abría al público solo los domingos después del mediodía.
En 1887, debido a la dificultad de conciliar las actividades legislativas del Congreso con las exposiciones, el gobierno adquirió el edificio de la Unión de Arte, el Partenón de la Quinta Normal, para sede del museo. La institución, rebautizada como Museo Nacional de Bellas Artes, fue trasladada a las nuevas dependencias, pero debió ser administrada por un nuevo comité directivo; este creó el Salón Oficial, a la usanza de los famosos salones de París, abierto para artistas nacionales y extranjeros residentes en Chile, que se llevaba a cabo anualmente en el mes de noviembre. Hasta 1897, sin embargo, el acceso del público al museo quedó limitado a los plazos en que eran organizados dichos salones, permaneciendo cerrado durante el resto del año. Esta situación cambió durante la administración del pintor Enrique Lynch del Solar, cuando el museo comenzó a abrir diariamente.
Lynch criticó las condiciones de trabajo que se le impusieron, en particular la insuficiencia de las instalaciones, la falta de recursos y de personal. El déficit de espacio obligaba a trasladar las piezas a otros edificios cuando se realizaban los salones oficiales, exponiéndolas a riesgo, mientras que las copias permanecían guardadas en las bodegas debido a la falta de lugares para exhibirlas.

### Nueva sede

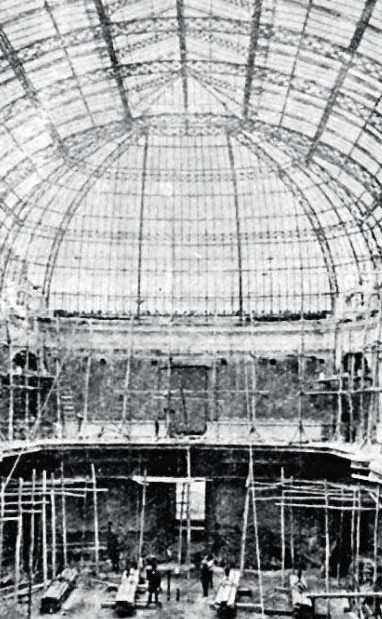
Construcción del Palacio de Bellas Artes.

No solo el museo sufría la falta de espacio. La Escuela de Bellas Artes, sucesora de la Academia de Pintura, ubicada en un edificio inadecuado en un barrio alejado del centro, tenía el mismo problema. Así, en abril de 1902, el Ministerio de Educación nombró una comisión con el fin de preparar una licitación para construir un nuevo edificio que albergara a las dos instituciones. Inicialmente, esta seleccionó un lugar cerca del cerro Santa Lucía, pero esa elección fue vetada por la Municipalidad, que tenía la intención de construir una plaza en aquel sitio (actualmente plaza Benjamín Vicuña Mackenna); se propuso entonces comprar el palacio Urmeneta, lo que fue rechazado por el Congreso. Por último, el intendente Enrique Cousiño, con la colaboración de Alberto Mackenna, logró proporcionar a la comisión un terreno baldío de 24 000 m², que surgió como resultado de la canalización del río Mapocho, en 1904.
En mayo de 1905, la comisión eligió el diseño creado por el arquitecto franco-chileno Emile Jecquier. De estilo academicista francés, la fachada y organización interna del proyecto se asemejaban al Petit-Palais de París. La decisión del gobierno de construir el edificio, denominado palacio de Bellas Artes, surgió también de la necesidad de conmemorar el primer centenario de la independencia con un símbolo permanente. A medida que avanzaba la construcción, el museo invitó a varios países a participar con obras de arte en una gran exposición internacional. El número de trabajos enviados superó las expectativas, por lo que se tomaron algunas medidas para ampliar la zona de exposiciones, como la posibilidad de utilizar paneles móviles y habilitar los talleres del edificio anexo de la Escuela de Bellas Artes (hoy sede del Museo de Arte Contemporáneo).
El palacio de Bellas Artes se inauguró el 21 de septiembre de 1910 con la presencia de los presidentes Emiliano Figueroa Larraín (Chile) y José Figueroa Alcorta (Argentina). La exposición, considerada como el evento más importante de las celebraciones del centenario, contaba con 1741 obras internacionales, entre pinturas, esculturas, dibujos y acuarelas de artistas de Alemania, Argentina, Austria, Bélgica, Brasil, Francia, Inglaterra, España, Estados Unidos, Holanda, Italia y Portugal. La sección nacional estaba compuesta por 252 obras.

### Deterioro del edificio y problemas institucionales

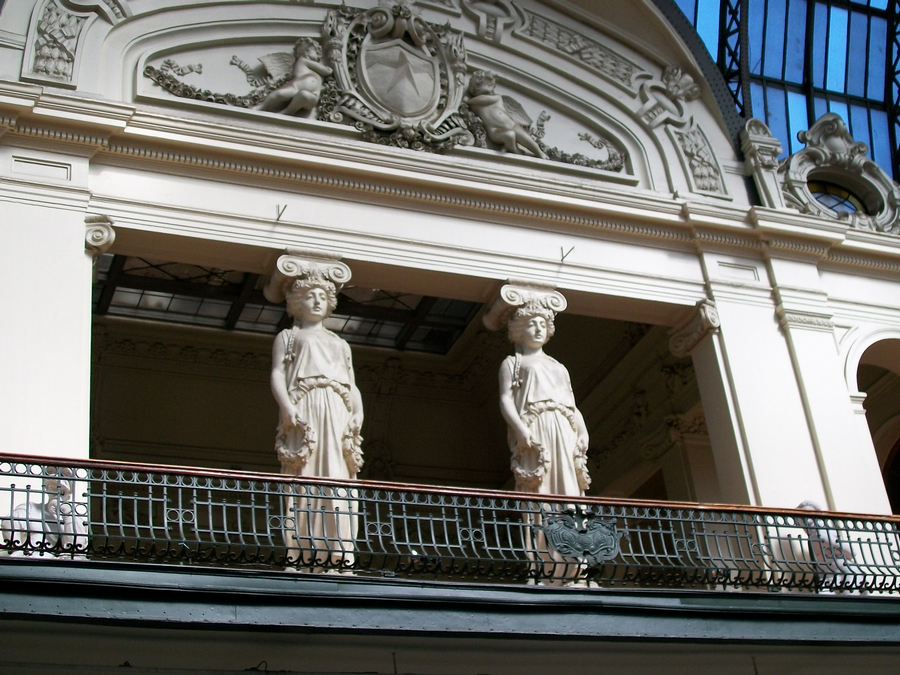
Las cariátides diseñadas por Antonio Coll y Pi.

Con el museo ya instalado en la nueva sede, el director Enrique Lynch del Solar buscó distribuir las obras de forma armónica. En el hall central, instaló las esculturas originales de mármol y bronce, además de la colección de ejemplares de esculturas antiguas. En el ala sur de la planta baja, reunió los cuadros originales y reservó una habitación para las copias. Las piezas adquiridas durante la exposición del centenario fueron ubicadas en el segundo piso y complementadas por la colección de pintura europea del museo. En las salas del ala norte se encontraban las obras de arte chileno, además de piezas donadas por el coronel Marcos Segundo Maturana y Eusebio Lillo. 
El museo registró un volumen importante de visitas en los años que siguieron a la inauguración del palacio de Bellas Artes. En 1913, por ejemplo, se registraron más de 28 000 visitantes. Los problemas, sin embargo, comenzaron a surgir casi inmediatamente, ya que el edificio fue abierto cuando todavía no estaba totalmente terminado, y muchos trabajos se había realizado a la rápida con el fin de poder inaugurarlo para las celebraciones del centenario.
Una visita sorpresa del presidente de la república en diciembre de 1915 le permitió comprobar la precaria situación del edificio. El mandatario informó al director sus deseos de entregar los fondos necesarios para las reparaciones, pero el dinero fue transferido solo en 1922, cuando el museo ya estaba bajo la dirección de Pedro Prado. Una importante reforma administrativa vinculó jurídicamente a la institución con la Dirección de Bibliotecas, Archivos y Museos en 1920, que a partir de 2018 pasó a llamarse Servicio Nacional del Patrimonio Cultural.
La falta crónica de recursos pusieron al museo al borde del cierre. La consolidación de una política cultural se hizo imposible a la luz de los constantes cambios de gestión: tras la administración de Lynch (1897-1918), tuvo seis directores en una década.
En 1930, el museo celebró su cincuentenario con la realización de una gran exposición de arte chileno, basada en la colección de Luis Álvarez Urquieta (posteriormente adquirida por el museo) y donaciones de particulares, como Santiago Ossa y Carlos Cousiño. Pero el funcionamiento precario de la institución mostró un claro enfriamiento del impulso inicial que había dado lugar a su creación. Un artículo publicado en la Revista de Arte, de la Facultad de Bellas Artes de la Universidad de Chile, señalaba en 1938 que el museo "permanece más tiempo con sus puertas cerradas que abierto al público y que es tal vez el único caso de museo en el mundo que se cierra a mediodía". En 1940, el pintor Julio Ortiz de Zárate, entonces director del museo, se quejó de la falta total de recursos para adquirir piezas y la producir catálogos; señaló, además, que la ausencia de un taller de restauración generaba un riesgo de deterioro del patrimonio artístico.
En 1946, Luis Vargas Rosas asumió la dirección, cargo en el que permaneció hasta 1970. Su larga administración enfrentó problemas similares a los anteriores, logrando, sin embargo, algunos mejoras importantes. En 1953, por primera vez el museo superó los cien mil visitantes, a lo que contribuyó la retrospectiva del pintor Juan Francisco González, que conmemoraba el centenario de su nacimiento. Pero el deterioro del espacio físico y la falta de recursos financieros condujeron a su aislamiento gradual del circuito cultural y que su función fuera sustituida por otras instituciones. Un ejemplo de esto fue la exposición De Cézanne a Miró, organizada a finales de la década de 1960 con el apoyo del Museo de Arte Moderno de Nueva York en el Museo de Arte Contemporáneo, y que contó con la visita de más de 200 000 personas.

### Reestructuración, dictadura militar y terremoto de 1985
En 1969, Nemesio Antúnez se convirtió en director del museo, comenzando de inmediato a reestructurarlo. Una de las iniciativas más importantes fue la construcción de la sala Matta en el subterráneo del palacio de Bellas Artes, con una superficie de 600 m², apta para exposiciones temporales. Se preocupó también de establecer un agenda de eventos culturales y en 1971, por ejemplo, logró celebrar 38 muestras. Ese año, por segunda vez en su historia, el museo superó los 100 000 visitantes, registrando una afluencia de 166 000 personas.
Con el objetivo de difundir el patrimonio artístico del museo, Antúnez inició el programa Ojo con el arte que, difundido por Canal 13 de la Universidad Católica, buscaba mejorar el servicio de orientación escolar creado en 1965, invitando a artistas consagrados para guiar a los visitantes, incluida la escultora Laura Rodig. También se incorporaron otras actividades y se brindó espacio para espectáculos de música, danza, cine y teatro, tratando de reformular al museo como centro cultural integrador de diversas artes. Antúnez dejó su cargo de director a raíz del golpe de Estado del 11 de septiembre de 1973. El día que puso fin a la presidencia del socialista Salvador Allende, el palacio de Bellas Artes sufrió un ataque y dos cuadros resultaron dañados por impactos de balas disparadas por militares: La guasa, de Clara Filleul y Retrato de mi hermana de Francisco Mandiola; ese incidente pudo haber sido mucho más grave si las obras de José Clemente Orozco, Diego Rivera y David Alfaro Siqueiros de la muestra que se iba a inaugurar en el museo hubieran estado colgadas; poco después, la embajada de México se llevó a la sede diplomática las 164 piezas que permanecían embaladas y organizó el envío a su patria (en 2014 Manuel Tello rodó un documental con los testigos de los hechos, con el pintor y fotógrafo Sergio Berthoud, que hizo instantáneas en blanco y negro de los impactos al día siguiente, después de que Antúnez lo llamara, y con comentarios de Ramón Castillo, excurador de la institución; la muestra de los mexicanos pudo ser realizada finalmente en noviembre de 2015).
Entre 1974 y 1978, el museo estuvo bajo el mando de la escultora Lily Garafulic. Su administración se caracterizó por la caída del ritmo de actividad del museo y la negativa de varios artistas para exponer, debido a la dictadura militar existente en el país. Este contexto condujo a una fuerte merma del número de visitantes: un poco más de 30 000 personas en 1975. Algunas de las alternativas para la recuperación institucional fueron propuestas por el sector privado. La Colocadora Nacional de Valores, por ejemplo, comenzó a patrocinar a partir de 1976 concursos anuales de pintura, escultura y artes gráficas. También con apoyo privado, el museo reformó el Auditorio José Miguel Blanco y la Sala Chile. Exposiciones como Bauhaus (1977) y El oro del Perú (1978) ayudaron a aumentar el número de visitantes. Durante su gestión, se creó un Laboratorio de Restauración y Conservación de Obras de Arte, que posteriormente desembocó en el Centro Nacional de Conservación y Restauración. En diciembre de 1976, el museo fue nombrado monumento histórico, a través del decreto supremo n.º 1290 del Ministerio de Educación.
En 1978, Nena Ossa asumió la dirección, buscando dar continuidad a la renovación del espacio físico. En 1979, con subvención de la Municipalidad, se remodeló el Anfiteatro Griego. Al año siguiente, se arreglaron las salas de exposición en el segundo piso, y en 1981 con fondos privados, el museo abrió una sala audiovisual. No obstante, la institución continuó siendo criticada por varios sectores del ámbito artístico, por reflejar una agenda institucional vinculada con la dictadura militar. La censura que sufrieron algunas obras de arte y la decisión de cambiar el nombre de la Sala Matta (debido al pensamiento político de Roberto Matta, crítico de la dictadura) fueron factores que aumentaron el distanciamiento entre el museo y la comunidad artística.
El terremoto de Santiago de 1985 produjo graves daños al museo. La evaluación de los ingenieros que examinaron el edificio concluyó que era necesario reforzar estructuralmente el palacio y cerrarlo al público mientras se realizaran los trabajos de remodelación. La labor de fortalecimiento de la estructura e impermeabilización de los muros duró tres años. El museo fue reabierto en septiembre de 1988. Para ayudar a financiar los trabajos de reconstrucción, se creó la Fundación de Bellas Artes, con el fin de recaudar fondos junto a la iniciativa privada. Posteriormente, la fundación pasó a tener por objeto la financiación de exposiciones temporales.

### Años posteriores
A principios de los años 1990, después de la vuelta a la democracia, las instituciones culturales en Chile comenzaron a promover iniciativas que iban en busca de la recuperación de los valores cívicos y la forma de organización de la sociedad. Al mismo tiempo, la comunidad artística ansiaba desempeñar un papel más activo en el período histórico que había comenzado. En este contexto, el regreso del pintor Nemesio Antúnez a la dirección del museo en 1990 fue muy significativo. Con el fin de realizar una actividad que simbolizara el "reencuentro" del Estado con la comunidad artística, sin censura, condiciones ni restricciones de cualquier tipo, Antúnez organizó la exposición Museo abierto. El evento atrajo a 140 pintores, 60 escultores, 100 grabadores, 30 fotógrafos, 15 diseñadores, 6 artistas textiles, 6 instaladores, 25 videístas y 15 cineastas, así como 14 críticos de arte y profesores invitados para elaborar el catálogo.
Antúnez trató además de recuperar el trabajo del museo en la línea de los centros culturales. Reservó el Anfiteatro Griego para la presentación de obras de teatro y recitales de música. El hall central fue convertido en un espacio para presentaciones de espectáculos de danza y el Auditorio José Miguel Blanco pasó a albergar festivales de video, presentaciones, seminarios y conferencias. Se organizaron también reuniones de artistas e intelectuales, destacando el Foro Internacional, organizado por la Fundación Salvador Allende en septiembre de 1990. El programa de televisión Ojo con el arte fue revivido. El aumento de la calidad y cantidad de actividades ayudaron a volver a incorporar al museo en el circuito artístico internacional. El número de exposiciones internacionales organizadas tuvo una gran importancia para la obtención de una "imagen corporativa" sólida, con la consiguiente recuperación de los intereses de la comunidad artística y académica y gran repercusión pública. Entre dichas muestras destacan Joyas de la corona británica (1990), De Manet a Chagall (1992, con obras de la colección del MASP), Museo de la Solidaridad "Salvador Allende" (1992), Antoni Clavé (1992) y Fernando de Szyszlo (1992).
La ley de donaciones culturales (1991) facilitó la colaboración del sector privado, a través de la Fundación de Bellas Artes y la Corporación de Amigos del Museo. Se buscó además adaptar las salas a las normas internacionales de conservación y seguridad. En cuanto a la difusión del arte, destaca una importante donación de equipos profesionales de televisión realizada por Japón. El museo también amplió su capacidad editorial, con el objeto de informar acerca de las exposiciones temporales, difundir su patrimonio artístico y educar al público.
Antúnez fue reemplazado en 1993 por el profesor y crítico de arte Milan Ivelic Kusanovic, quien ocupó el cargo durante 18 años. En 2011, Ivelic renunció para dedicarse a la docencia. La falta de presupuesto estatal también fue otro factor a la hora de decidir irse. El museo recibe del Estado 800 millones de pesos anuales, mientras que el Centro Cultural Palacio de La Moneda, 1300 millones. Entre las numerosas exposiciones realizadas bajo su dirección destacan la de la de obras maestras del Vaticano, la del surrealista René Magritte, o la última, de 2011, del impresionista Edgar Degas, así como la de artistas nacionales, con José Balmes, Gracia Barrios y la hija de ambos, Concepción, y los escultores Francisco Gazitúa y Juan Egenau.
El terremoto del 27 de febrero de 2010 produjo algunos daños en el edificio, los cuales se limitaron a desprendimientos de revestimientos y ornamentos, sin afectar estructuralmente al Palacio de Bellas Artes. Esto se debió principalmente a las labores de remodelación efectuadas tras el terremoto de 1985. Las obras albergadas en su interior no sufrieron daños. Las puertas del museo fueron reabiertas el 9 de marzo del mismo año. En septiembre de aquel año se realizó la muestra Del pasado al presente. Migraciones, con el objeto de celebrar el centenario del edificio que alberga al museo y el Bicentenario de Chile. La exposición estuvo conformada por obras adquiridas en la inauguración del Palacio de Bellas Artes en 1910, además de obras contemporáneas de 34 artistas extranjeros.
A fines de 2011 el artista visual y profesor Roberto Farriol resultó elegido por concurso como nuevo director del museo, cargo que asumió en enero de 2012. Entre los desafíos del museo estaba la falta de espacio, razón por la cual se ha planteó la necesidad de ampliar sus instalaciones al edificio que ocupa el Museo de Arte Contemporáneo de Santiago (MAC), y trasladar este completamente a Quinta Normal. Sin embargo, esta fórmula no prosperó, pero se formó una alianza con el MAC y se abrió un corredor que conecta a ambos, con lo que, al menos, se creció "espiritualmente", en palabras de Farriol.
La falta de espacio para mostrar la colección del museo ha continuado constituyendo uno de los principales problemas. De las más de cinco mil obras que posee, según datos de comienzos de 2016, exhibía solo el 1%. Esta situación se ha querido paliar maximizando la rotación de las piezas en muestra, para lo cual se ha renunciado al método tradicional de mostrar cronológicamente la evolución del arte chileno y en su lugar se han organizado exposiciones temáticas en las que se mezclan obras de diversas épocas. Esta tendencia comenzó bajo Ivelic con los Ejercicios de colección y Farriol la continuó, pero de una forma más radical, con Arte en Chile: 3 miradas (a cargo de Alberto Madrid, Juan Manuel Martínez y Patricio M. Zárate, fue inaugurada en septiembre de 2014), que se convirtió en la muestra permanente, aunque sin serlo, pues formaba parte del proyecto llamado por este último director Colección (en) Permanente (revisión); después de año y medio, fue reemplazada por (En) clave masculino, con curatoría de Gloria Cortés, y en 2017 por El bien común, esta vez a cargo de Paula Honorato, en la que se exhiben piezas de la colección del MNBA junto a las de artistas chilenos contemporáneos invitados. Esta tercera propuesta es la última bajo Farriol, al que se le pidió la renuncia en julio de 2018 debido a problemas internos relacionados con un supuesto maltrato laboral denunciado por la citada curadora Cortés. El conflicto dividió al personal del museo y 22 funcionarios firmaron una carta en la que pedían "clarificar los hechos para que no imponga el desprestigio en base a calumnias".

## Edificio

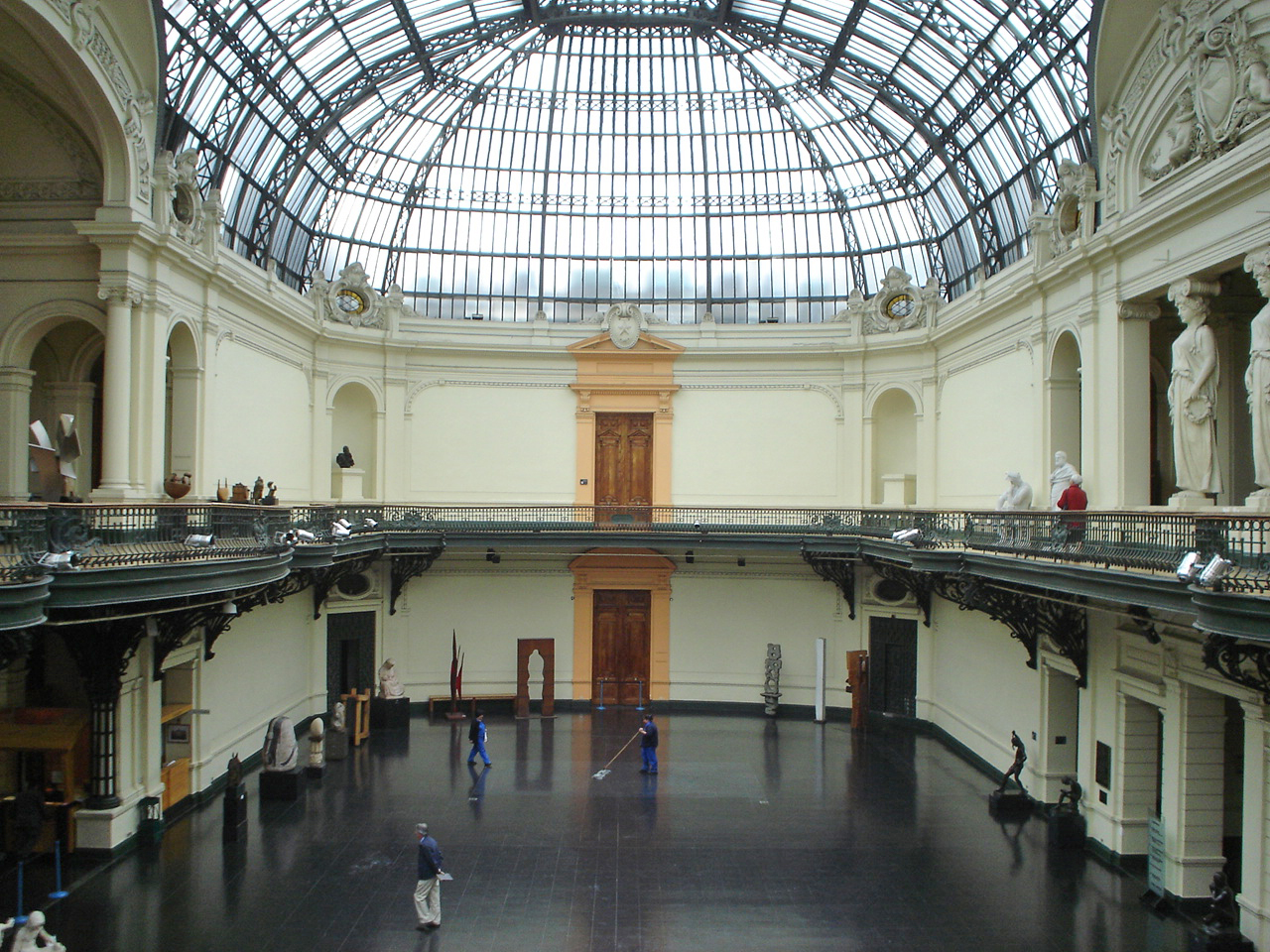
Hall del palacio, con la cúpula de vidrio.

Diseñado por el arquitecto franco-chileno Emile Jecquier, en colaboración con Mauricio Aubert y Enrique Grossin, el palacio de Bellas Artes es la sede del museo desde su inauguración en 1910. Sigue un estilo academicista francés con estructuras metálicas, influencia de la arquitectura difundida durante el siglo XIX. La fachada y la organización interna del edificio están inspiradas en el estilo arquitectónico del Petit-Palais de París.
El edificio cuenta con un eje central marcado por la puerta de entrada y la escalera del hall central, que conduce al piso superior. El hall es el espacio más importante del edificio, distribuyendo y ordenando la libre circulación de los visitantes. Concebido como un "invernadero" con el fin de permitir la entrada de la luz natural, está coronado por una gran cúpula de cristal, con una estructura de metal importada de Bélgica, cuyo peso es de 115 toneladas. Sobre el balcón del segundo piso, hay un altorrelieve que representa a dos ángeles que sostienen un escudo. Dos cariátides talladas por Antonio Coll y Pi decoran también el balcón.
En la fachada principal, el altorrelieve del frontón quedó a cargo del escultor Guillermo Córdova, siguiendo el tema propuesto por Jecquier, es decir, una alegoría a las Bellas Artes. El friso se encuentra decorado por medallones de mosaico cerámico, representando diversos arquitectos, pintores y escultores de gran relevancia para el arte universal. En el espacio entre las columnas empotradas, el arquitrabe y el chaflán decorativo, en ambos lados, hay un niño que sostiene palmas y ramas de laurel. En el frontis del edificio se encuentra una réplica de la escultura Unidos en la Gloria y en la Muerte, de Rebeca Matte, la cual fue donada por su marido en 1930 tras la muerte de la escultora. La obra retrata a dos personajes de la mitología griega, Ícaro y Dédalo.

## Colección

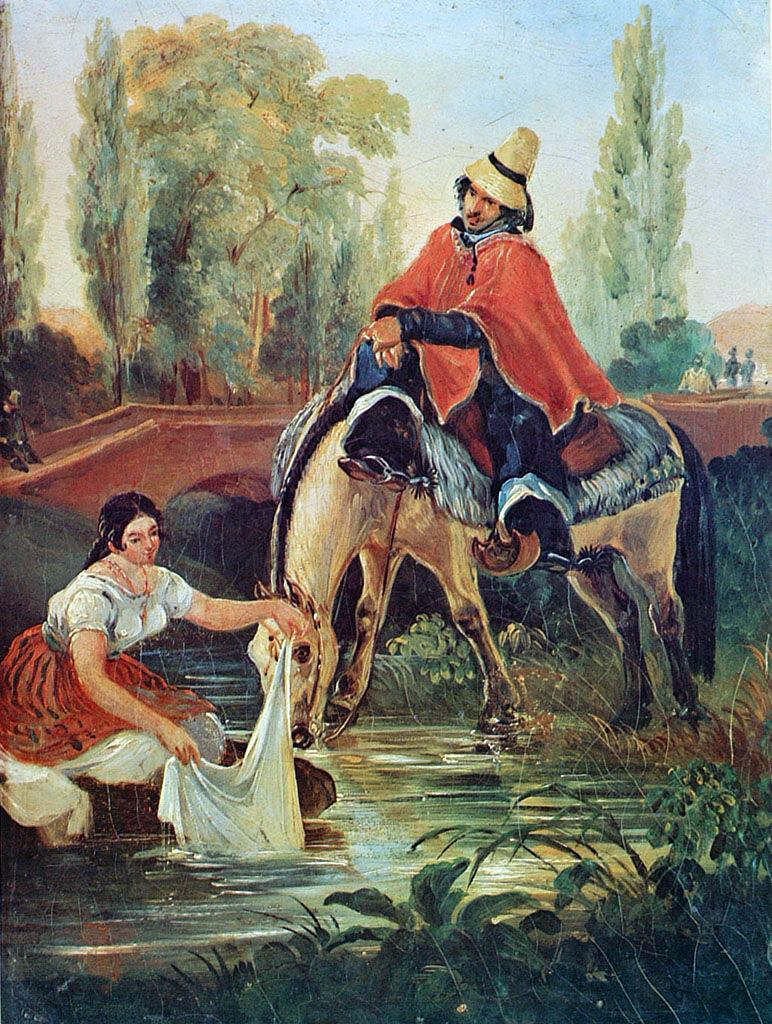
El huaso y la lavandera, de Mauricio Rugendas, una de las obras más conocidas del museo.

La colección del Museo de Bellas Artes está compuesta por más de 5000 obras, entre pinturas, esculturas, dibujos y grabados. Sus orígenes se remontan a mediados del siglo XIX, cuando comenzó a formarse en la Academia de Pintura, que poco a poco se enriqueció gracias a donaciones y adquisiciones. Abarca, mayoritariamente, la historia del arte chileno, desde el período colonial hasta la actualidad, contando con un gran número de obras maestras de los principales autores nacionales y extranjeros residentes en el país. El museo conserva también una sección de arte internacional, donde predominan obras de la escuela latina de Europa occidental, especialmente Francia, España e Italia. Fuera del contexto occidental, hay un conjunto de kakemonos y grabados japoneses, además de un pequeño grupo de esculturas africanas.

### Arte andino y chileno
En la sección correspondiente al arte colonial, destaca el tema religioso, subordinado a los intentos de evangelización y difusión del cristianismo en el Nuevo Mundo. La producción del periodo se caracteriza por el sincretismo entre las tradiciones prehispánicas y la cultura europea, que culminó en el siglo XVIII, con el denominado arte mestizo, de características comunes a toda la región andina. Dicho movimiento está representado en el museo por las obras de Melchor Pérez de Holguín y Gaspar Miguel de Berrio, de la escuela de Potosí, Bolivia, y por los relieves en madera atribuidos al Maestro de San Roque. Entre los artistas del siglo XIX, responsables de introducir el neoclasicismo y el romanticismo a la producción artística local, destacan el peruano José Gil de Castro, el inglés Charles Wood Taylor, el francés Raymond Monvoisin y el alemán Johann Moritz Rugendas.
El academicismo chileno, fuertemente influenciado por artistas extranjeros (Alejandro Ciccarelli, Ernesto Kirchbach, Juan Mochi) se desarrolló durante la segunda mitad del siglo XIX hacia la consolidación de una escuela más "criolla" (Cosme San Martín). El retrato pictórico (Francisco Mandiola, Manuel Thomson, Pedro Lira) y los desnudos femeninos (Alfredo Valenzuela Puelma, Julio Fossa Calderón, Ezequiel Plaza, Virginio Arias) se encuentran ampliamente representados en la colección. El arte de paisajes, imbuido en un primer momento de significado histórico y de expresión naturalista (Thomas Somerscales, Onofre Jarpa), buscó, durante las primeras décadas del siglo XX, una autonomía plástica, con el fin de captar la dimensión poética, luminosa y simbólica de los lugares retratados (Alfredo Helsby, Alberto Valenzuela Llanos, Agustín Abarca).
Los movimientos vanguardistas del siglo XX tuvieron como punto de partida, en la colección, los óleos de Henriette Petit, marcados por una estética cubista. La consolidación del modernismo se encuentra representada por las obras de Luis Vargas Rosas, Pablo Burchard, Camilo Mori y Nemesio Antúnez, destacando la figura de Roberto Matta. Entre los contemporáneos destacan Sergio González-Tornero, Matilde Pérez, Ramón Vergara Grez y Rodolfo Opazo, entre otros.

### Arte internacional

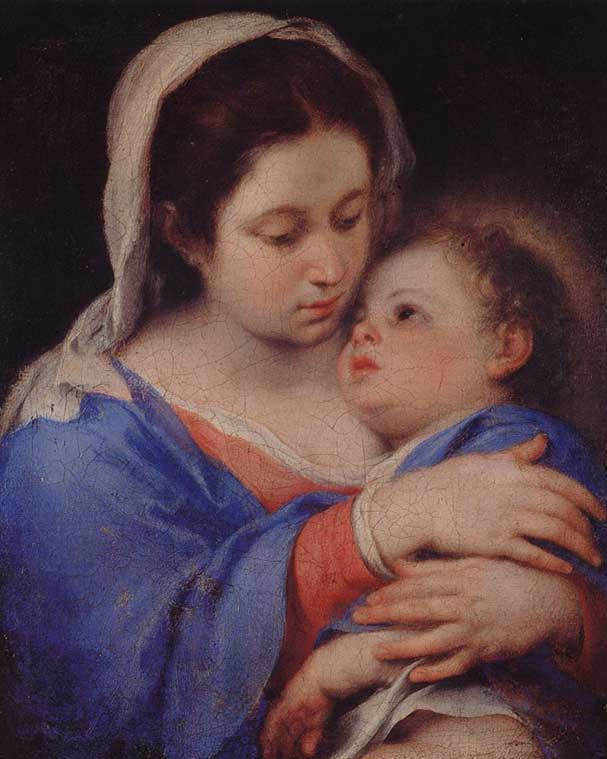
Virgen con el niño, Bartolomé Esteban Murillo,.

La colección de arte español está compuesta mayoritariamente por pinturas creadas entre el siglo XVII y las primeras décadas del XX. Las Tablas de la Anunciación, del taller de Juan Rexach, son las piezas más antiguas, que datan del siglo XV. Entre los autores destacan Francisco de Zurbarán y Bartolomé Esteban Murillo, pertenecientes al llamado Siglo de Oro, Francisco Bayeu de la pintura setecentista, y Jenaro Pérez Villaamil, Mariano Fortuny, Francisco Pradilla, Joaquín Sorolla e Ignacio Zuloaga, correspondientes al siglo XIX.
Hay además un buen número de pinturas barrocas flamencas y neerlandesas, destacando autores como Peter Paul Rubens, Jacob Jordaens, Cornelis de Vos, Aelbert Cuyp, Jan Wildens, Meindert Hobbema y Adriaen van Ostade. De la escuela francesa, destacan los paisajes de Camille Corot, Charles-François Daubigny y Camille Pissarro, y las esculturas de Auguste Rodin y Antoine Bourdelle. En la colección de arte moderno occidental sobresalen Yves Tanguy, André Breton, Otto Dix, Hans Arp, Wilfredo Lam, Rufino Tamayo y Antoni Tàpies.
El conjunto de arte italiano está compuesto por unas 60 pinturas, la mayoría realizadas entre mediados del siglo XIX y principios del siglo XX (Pietro Gabrini, Giovanni Boldini). De los periodos anteriores destacan La pérdida de Jesús y su hallazgo en el templo de Matteo Pérez d'Aleccio, el Retrato de la familia Belluomini de Stefano Tofanelli y obras de Gerolamo Bassano, Mattia Preti, Annibale Carracci, etc. El museo también conserva el Códice Bonola, una colección de 131 dibujos de artistas procedentes de Italia y el norte de Europa, confeccionada en el siglo XVII por el pintor Giorgio di Corconio Bonola.
El museo posee una pequeña colección de 15 estatuillas provenientes del África subsahariana, correspondientes a manifestaciones artísticas de grupos étnicos como los senufo y yohure. Conserva además una colección de 46 kakemonos (rollos pintados con tinta o acuarela) donados por la embajada china en 1968, y 27 grabados japoneses.

## Directores
- Juan Mochi (1880-1887)
- Comisión Directiva del Museo (1887-1897)
- Enrique Lynch del Solar (1897-1918)
- Joaquín Díaz Garcés (1919-1921)
- Pedro Prado Calvo (1921-1923)
- Luis Cousiño Talavera (1923-1926)
- Carlos Isamitt Alarcón (1927-1928)
- Camilo Mori Serrano (1928-1929)
- Lautaro García Vergara (1929-1930)
- Pablo Vidor Doctor (1930-1933)
- Alberto Mackenna Subercaseaux (1933-1939)
- Julio Ortiz de Zárate Pinto (1939-1946)
- Luis Vargas Rosas (1946-1970)
- Nemesio Antúnez Zañartu (1970-1973)
- Lily Garafulic (1974-1977)
- Nena Ossa  (1978-1990)
- Nemesio Antúnez  (1990-1993)
- Milan Ivelic (1993-2012)
- Roberto Farriol  (2012-2018)
- Fernando Pérez Oyarzún (2019-2023)[45]
- Varinia Brodsky (2023-)